# Genio militare
Il genio militare è una delle specialità delle forze armate, il cui compito è la realizzazione,  manutenzione ordinaria e straordinaria di infrastrutture ed opere di supporto all'attività di combattimento. Si suddivide per le varie armi in genio dell'esercito, genio aeronautico e genio navale, ed è il corrispettivo del genio civile. 

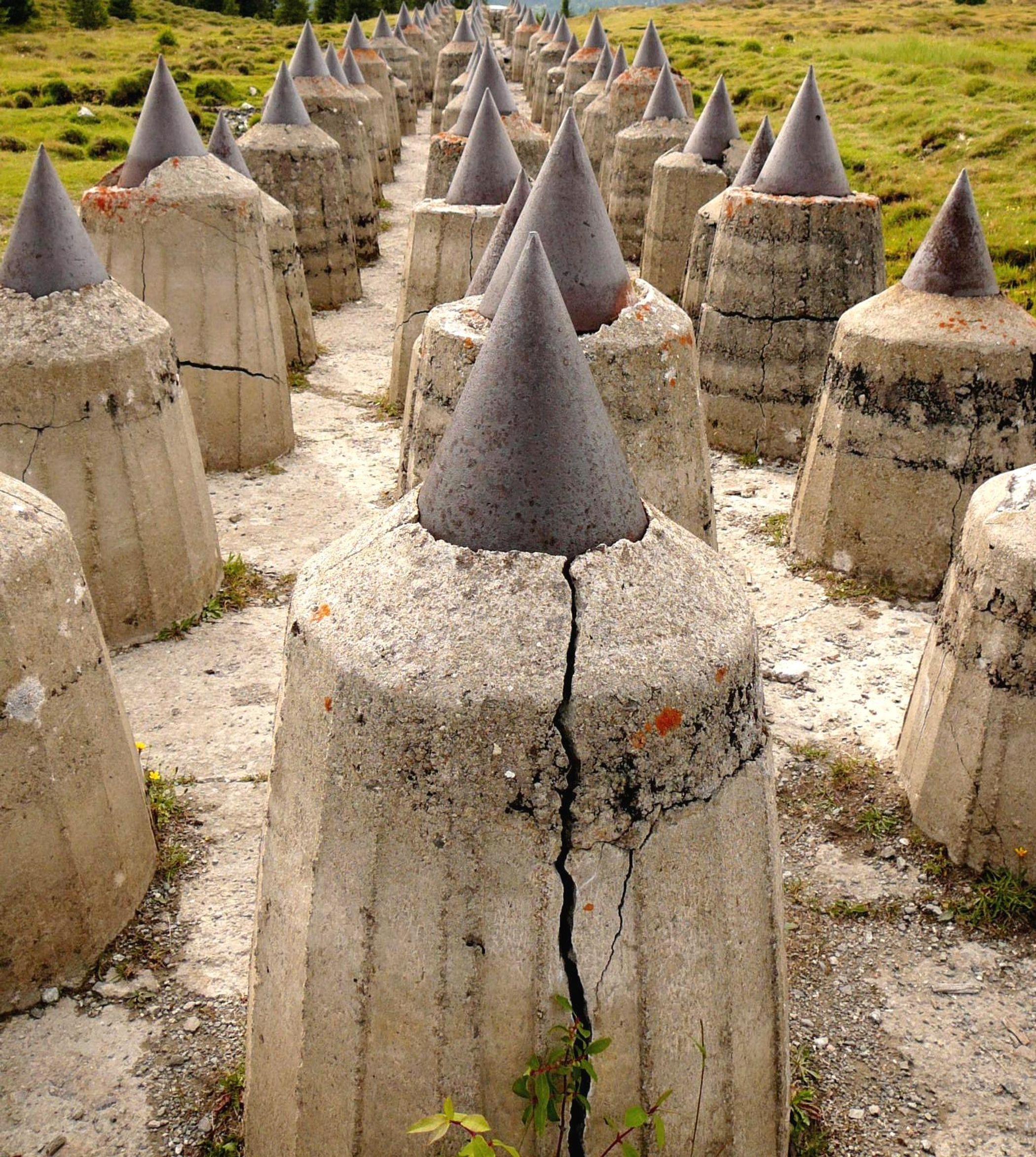
I denti di drago presso lo Sbarramento Pian dei Morti (Vallo Alpino), in Italia, realizzato durante il periodo fascista.

## Storia

### Antica Roma

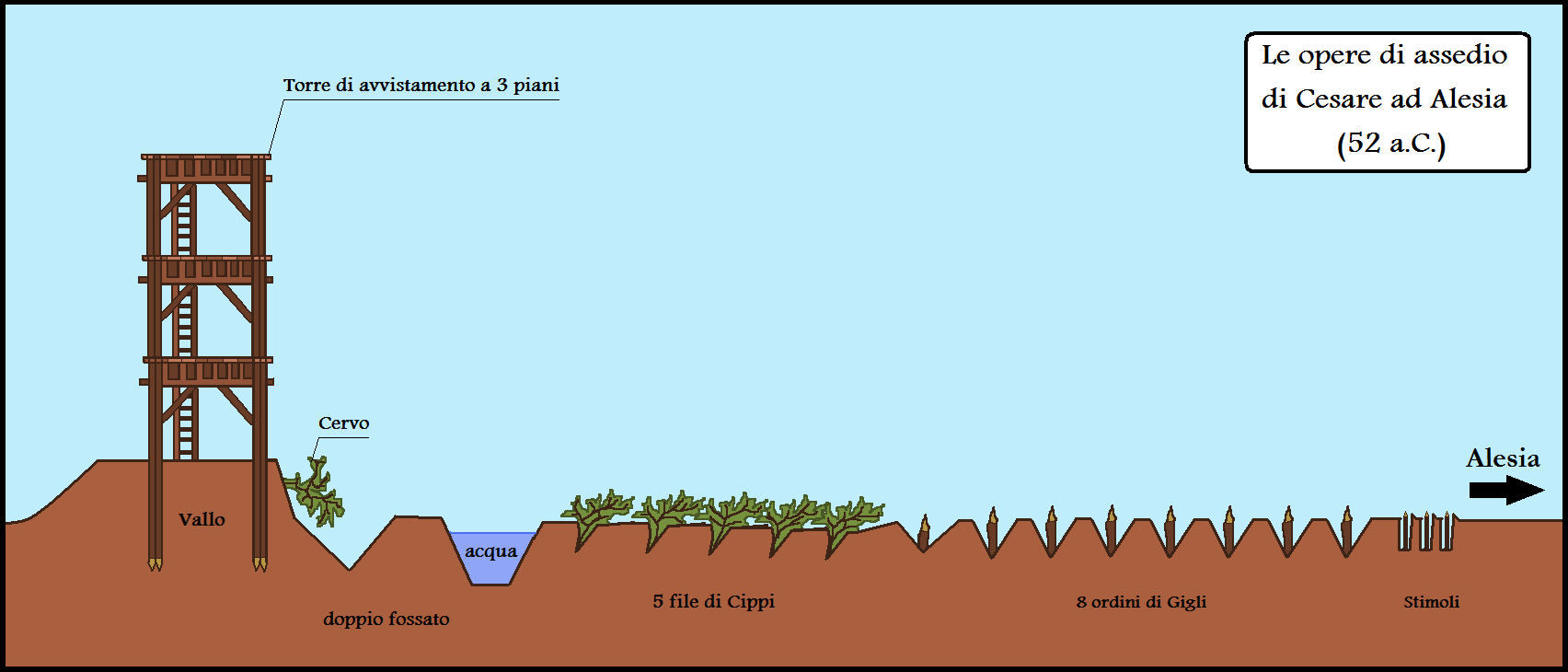
Ricostruzione grafica delle fortificazioni realizzate dal gruppo dei genieri di Cesare durante l'assedio di Alesia (52 a.C.).

Il genio militare, in età romana, fu un corpo militare (formato da ingegneri, architetti, geometri dell'epoca) nell'ambito dell'esercito romano la cui funzione fu una delle più importanti e che maggiormente si sviluppò nel corso dei secoli (dalla Repubblica all'Impero).
Il suo compito principale era quello di fornire un adeguato supporto tecnico alle unità combattenti negli spostamenti (con la costruzione dell'accampamento di marcia, di ponti militari, strade, ecc.), nelle operazioni d'assedio di città nemiche (con la realizzazione di macchine d'assedio, rampe e terrapieni, cordoni di mura intorno alle città assediate, ecc.), nella realizzazione di opere a protezione dei confini provinciali (es. vallo di Adriano, limes germanico-retico, castra stativa, ecc.), fino alla costruzione di opere civili in tempo di pace (come le mura a protezione di importanti colonie in nodi strategici "chiave", ad esempio Ulpia Traiana Sarmizegetusa o Aosta; acquedotti, anfiteatri, ponti in muratura, ecc.).
Fin dall'antichità gli ingegneri militari erano responsabili degli assedi e della costruzione di fortificazioni, di campi e strade. I più famosi ingegneri dell'antichità erano i Romani, che oltre alla costruzione di macchine da assedio (catapulte, arieti, torri da assedio, ecc.) avevano anche il compito di costruire accampamenti fortificati da marcia (castra aestiva) e permanenti (castra hiberna) oltre a strade, ponti (come ad esempio il ponte di Cesare sul Reno o quello di Traiano sul Danubio) per permettere migliori movimenti alle loro legioni. Alcune di queste strade sono ancora in uso duemila anni dopo.
L'esercito romano prendeva, inoltre, parte a progetti di costruzione per uso civile. Ciò capitava soprattutto in periodi di pace, quando i soldati, non erano pertanto impegnati in campagne militari. Il loro utilizzo si rendeva necessario per ovviare ad un loro ingente costo che ne sarebbe derivato da un loro mancato utilizzo. Il coinvolgimento dei soldati nella costruzione di opere pubbliche, aveva anche la funzione di tenerli ben addestrati al duro lavoro fisico, oltre a tenerli occupati, evitando così potessero covare un qualche sentimento di ammutinamento nei confronti del potere centrale, nel caso fossero risultati inattivi.

## Funzioni e compiti

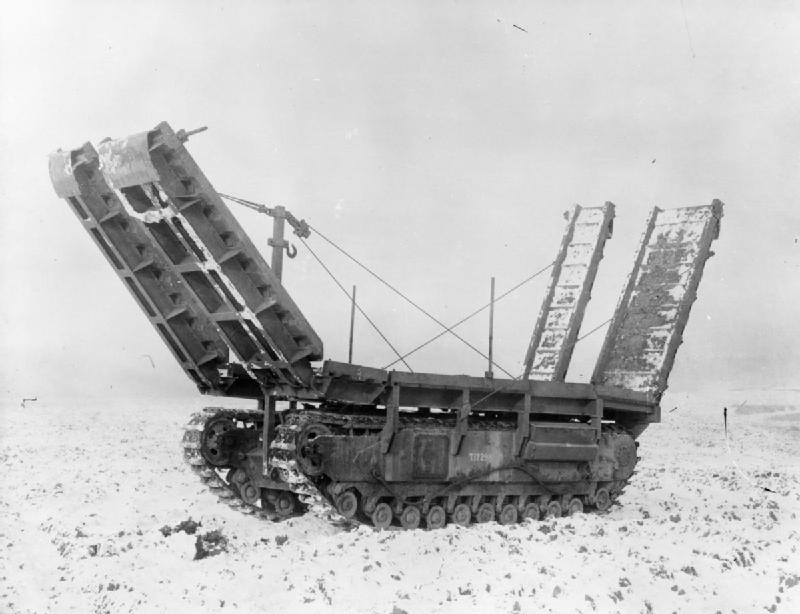
Esempio di carro gettaponti

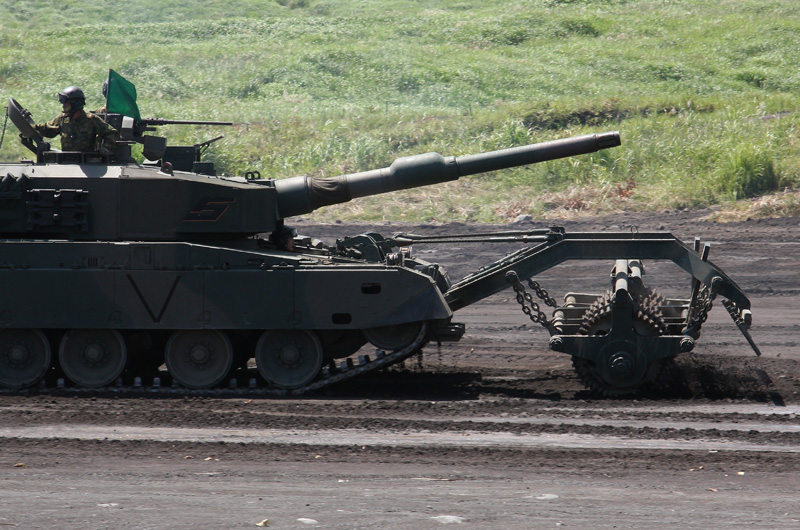
Carro armato giapponese con sistema di sminamento

Il genio è un "corpo" molto versatile, i cui compiti principali sono di:
- predisporre le strutture logistiche necessarie alle altre armi;
- rimozione di ostacoli nel terreno, comprese strutture nemiche, anche mediante l'utilizzo di bulldozer corazzati;
- realizzazione di ponti per il superamento di ostacoli (fossati anticarro, canali, fiumi, laghi);
- apertura varchi nelle opere difensive avversarie;
- ripristinare o interdire il passaggio lungo le principali vie di comunicazione;
- gestione esplosivi e armi chimiche o batteriologiche;
- rimozione o posizionamento di mine;
- realizzare demolizioni;
- realizzare opere difensive.

In buona sintesi il genio si occupa dell'ostacolo, nelle due forme: la posa e la sua rimozione. Inoltre ha il compito di predisporre quelle che sono le opere per il miglioramento della qualità della vita delle truppe.

## Nel mondo

### Italia

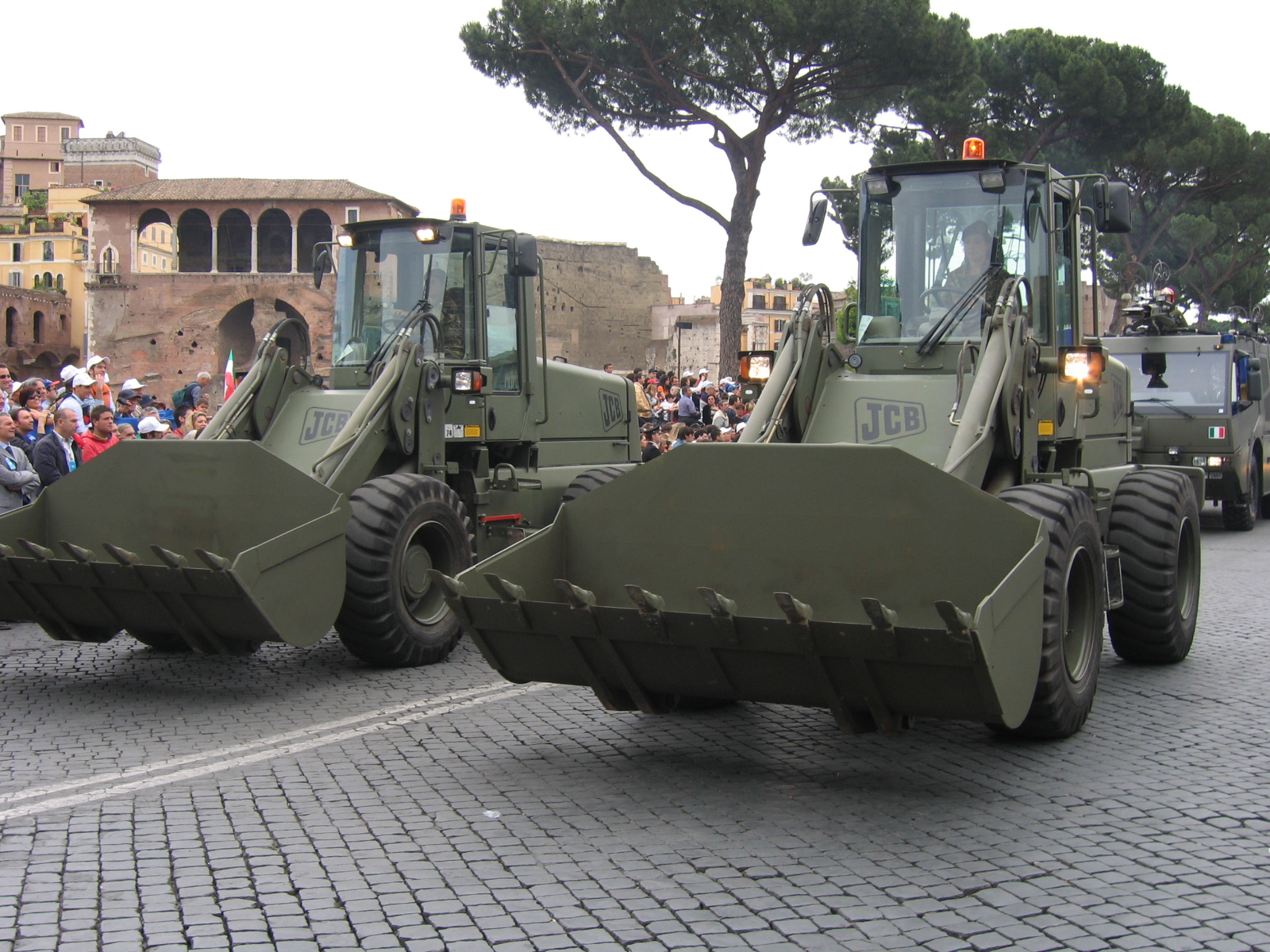
Bulldozer corazzato dell'Esercito Italiano durante la parata del 2 giugno a Roma.

Nelle forze armate italiane questi compiti sono svolti da:
Arma del genio
L'Arma del genio, inquadrata nell'Esercito Italiano, con le seguenti specialità:
- Genio ferrovieri: si occupano di trasporto ferroviario: dell'esercizio delle linee militari, della realizzazione di nuovi raccordi/tratti ferroviari, delle opere connesse (ponti e gallerie) e della ricostruzione dopo attacchi nemici.
- Genio guastatori: installazione esplosivi e disinnesco ordigni
- Genio pionieri (Artieri e Zappatori sino al 1950)
- Genio pontieri: si occupano di predisporre i passaggi su fiumi e corsi d'acqua in generale, e del traghettamento di truppe e munizioni.

Il Corpo del genio aeronautico
Anche l'Aeronautica Militare è dotata del Corpo del genio aeronautico.
Il genio effettua manutenzione e collaudo degli aeromobili, realizzazione di insediamenti nei territori stranieri e sviluppo, in collaborazione con aziende private, di nuove tecnologie.
Il corpo del Genio navale
Nell'ambito della Marina Militare è presente il Corpo del genio navale,  preposto al mantenimento e allo sviluppo del materiale navale della Marina